# EF-111 (航空機)
EF-111 レイヴン
EF-111A
- 用途：電子戦
- 分類：電子戦機
- 製造者：ジェネラル・ダイナミクス社、グラマン社
- 運用者： アメリカ合衆国（アメリカ空軍）
- 初飛行：1977年3月10日
- 生産数：42機
- 運用開始：1981年
- 退役：1998年
- 運用状況：退役
- ユニットコスト：1,500-2,500万USドル

EF-111Aは、アメリカ空軍が運用していた電子戦機である。愛称は「レイヴン」（Raven：ワタリガラスの意）。非公式な愛称として「スパークバーク」（Spark Vark）や「エレクトリック・フォックス」（Electric Fox）がある。F-111A アードバーク戦闘爆撃機の改造型であり、1977年3月10日に初飛行した。

## 開発
1960年代-1970年代にかけて、アメリカ空軍はEB-66 デストロイヤーを電子戦機として運用しており、ベトナム戦争において電子妨害を行っていた。EB-66の性能が陳腐化し、1972年にアメリカ海軍がEA-6B プラウラーをベトナムに投入すると、空軍も新型電子戦機の開発を検討するようになった。当初はEA-6Bの採用も考えられたが能力的に不十分であるとされ、十分な機内容量と航続性能および速度を有するF-111A アードバークをもとに電子戦機を開発することとされた。
EF-111Aの製造にはジェネラル・ダイナミクスとグラマンが名乗りを上げ、検討の結果、1974年12月にグラマン案が採用され、1975年1月に契約が結ばれた。42機が1985年までにEF-111Aに改修され、総改修費用は約150億USドルであった。

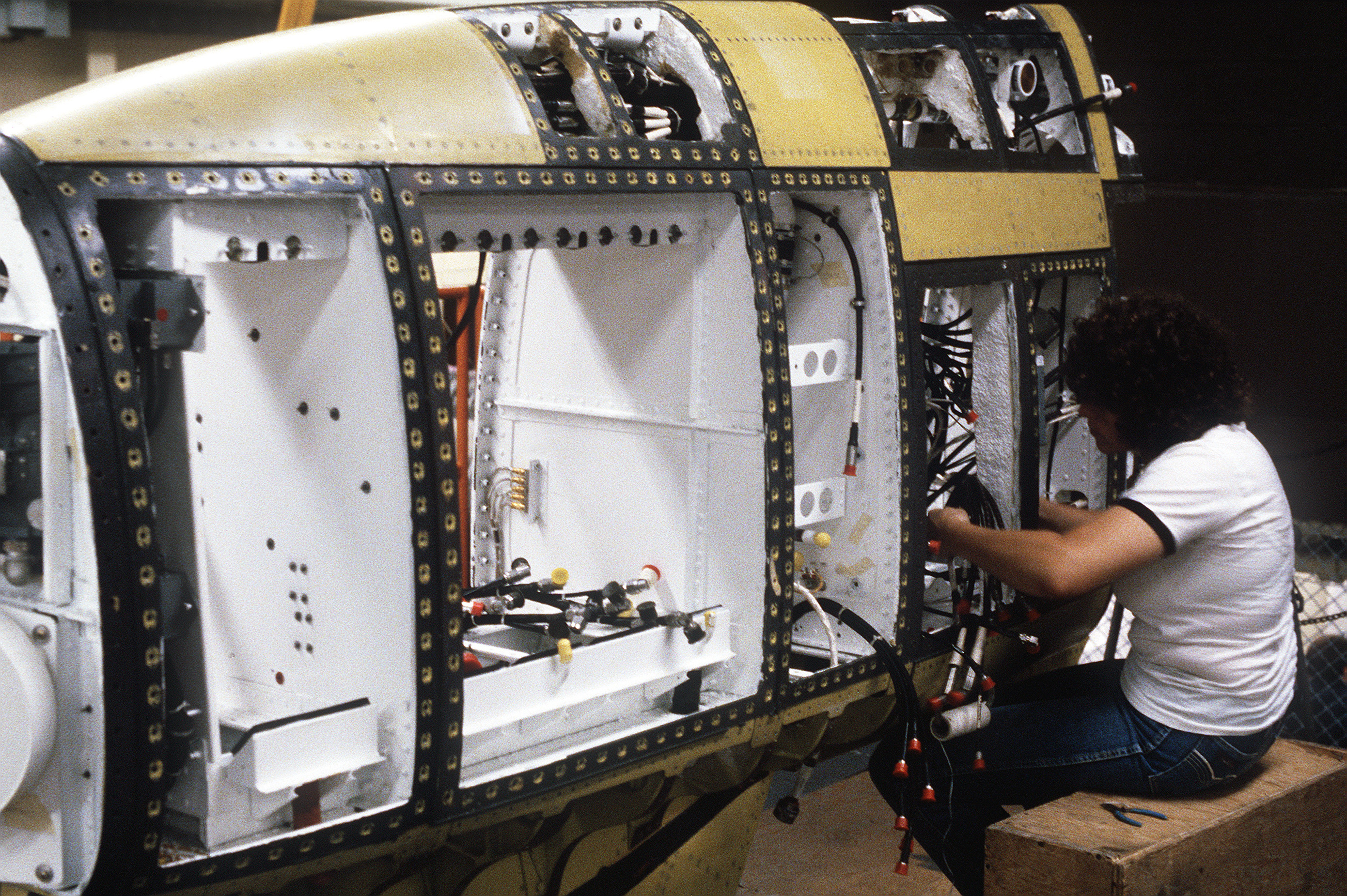
垂直尾翼のポッドに搭載されているAN/ALQ-99E

EF-111Aに搭載する電子妨害装置はEA-6Bに搭載されていたものの改良型であるAN/ALQ-99Eを使用することとされたため、電子戦機材に関する開発期間は短く、機体形状の変化による空力特性の研究に時間が費やされた。空気抵抗を抑えるため、電子機器やアンテナ類は爆弾槽や胴体下部、垂直尾翼先端に収納しており、EA-6Bのような主翼下の外部ポッドは使用していない。そのため、F-111Aとの外見上の相違は、腹部のカヌー型レドーム（4.8m長）と垂直尾翼先端のポッド程度である。また、電子機材の増加に伴い、発電能力も増強されている。電子機器や機体改修に伴う重量増加は4t近くにもおよんでいる。
乗員はF-111Aと同じ2名で、兵装システム士官（Weapon System Officer, WSO）の代わりに電子システムを扱う電子戦士官（Electric Warfare Officer, EWO）が搭乗する。コックピットのWSO席がEWO席に改装されたことに伴い、複操縦装置も撤去されている。AN/ALQ-99EはEA-6Bと基本的な能力は変わらないが、乗員は半分の2名であり、しかも、電子戦に専従するのは1名である。高度な自動化が図られているとはいえ、この相違は、電子戦を全面的にオールインワンで担わなければならない海軍機と、そうせずともよい空軍機との相違による。自衛用電子装備としてAN/ALQ-137やAN/ALR-62が装備された。また、同じ電子戦機とはいえ、EA-6Bとは違い、AGM-88 HARMなどの対レーダーミサイルは運用できず、自衛火器も有さない。EF-111Aは、改修による飛行性能の低下は少なく、優秀な高速性能を保持していたため、運用形態として遠距離からの電子妨害（スタンドオフ・ジャミング）のほか、攻撃部隊とともに目標に接近しての電子妨害（エスコート・ジャミング）も行えることが考慮されていた。

## 運用
1981年、第390電子戦闘飛行隊（390ECS）に配備が開始された。EB-66 デストロイヤー退役後は空軍唯一の電子戦機となり、初の実戦は1986年のリビア爆撃（エルドラド・キャニオン作戦）である。その後も1989年のパナマ侵攻や1991年の湾岸戦争などで活躍した。1995年のボスニア・ヘルツェゴビナ空爆（デリバリット・フォース作戦）が最後の参戦となった。損失は、湾岸戦争中の1機のみ。なお、湾岸戦争中に火器を一切装備していないにもかかわらず、イラク空軍のミラージュF1を1機撃墜している。これは、ミラージュF1に追尾されたEF-111Aが、地形追随モードによる超低空飛行で回避しようとした結果、ミラージュF1を地面に激突させたもので、「マニューバーキル」として公式に撃墜と認定されている。
1990年代にはGPS搭載を含む近代化改修が行われたものの、維持費がかさむため順次退役し、アリゾナ州のデビスモンサン空軍基地にあるAMARGでモスボールされるなどした。1998年には全ての機体の運用を終了した。アメリカ空軍はEF-111Aの後継機を開発していなかったため、現在、空軍には専用の電子戦機は存在しておらず、電子戦は海軍のEA-18 グラウラーに頼っている。なお、2008年時点では国立アメリカ空軍博物館をはじめとして4機が展示保存されている。

## ギャラリー

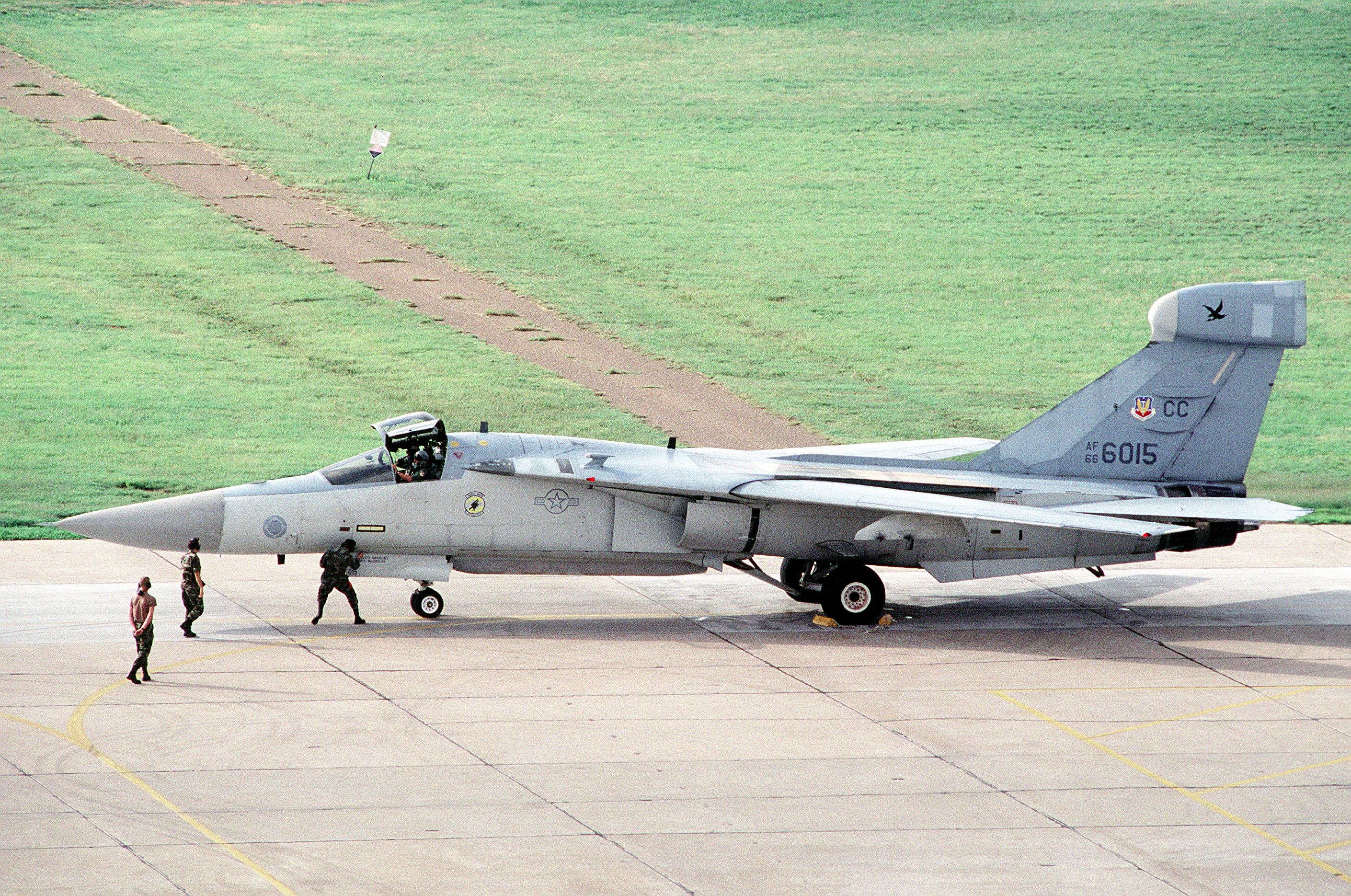
キャノン空軍基地第429電子戦闘飛行隊所属のEF-111A
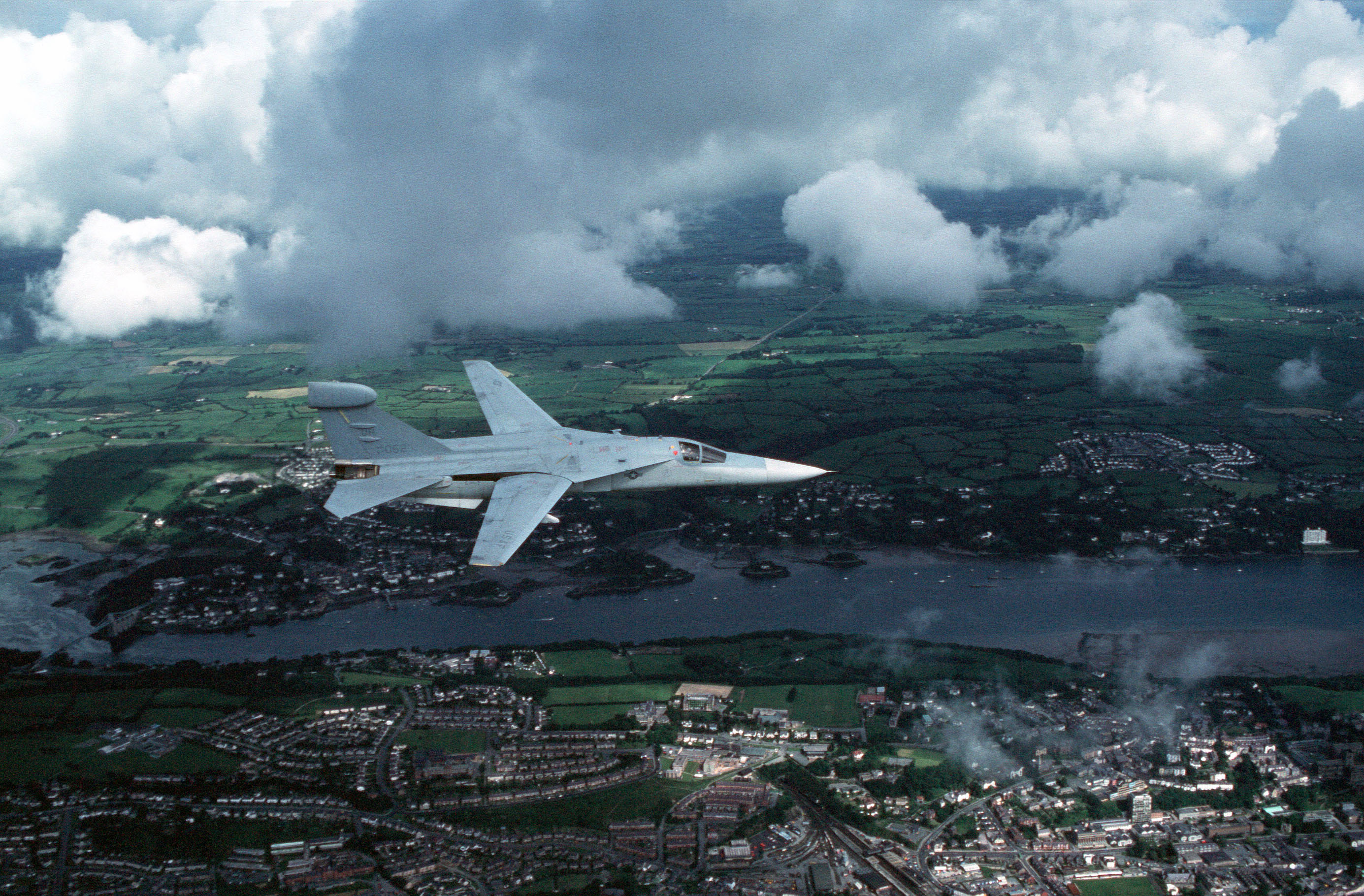
第42電子戦闘飛行隊所属のEF-111A
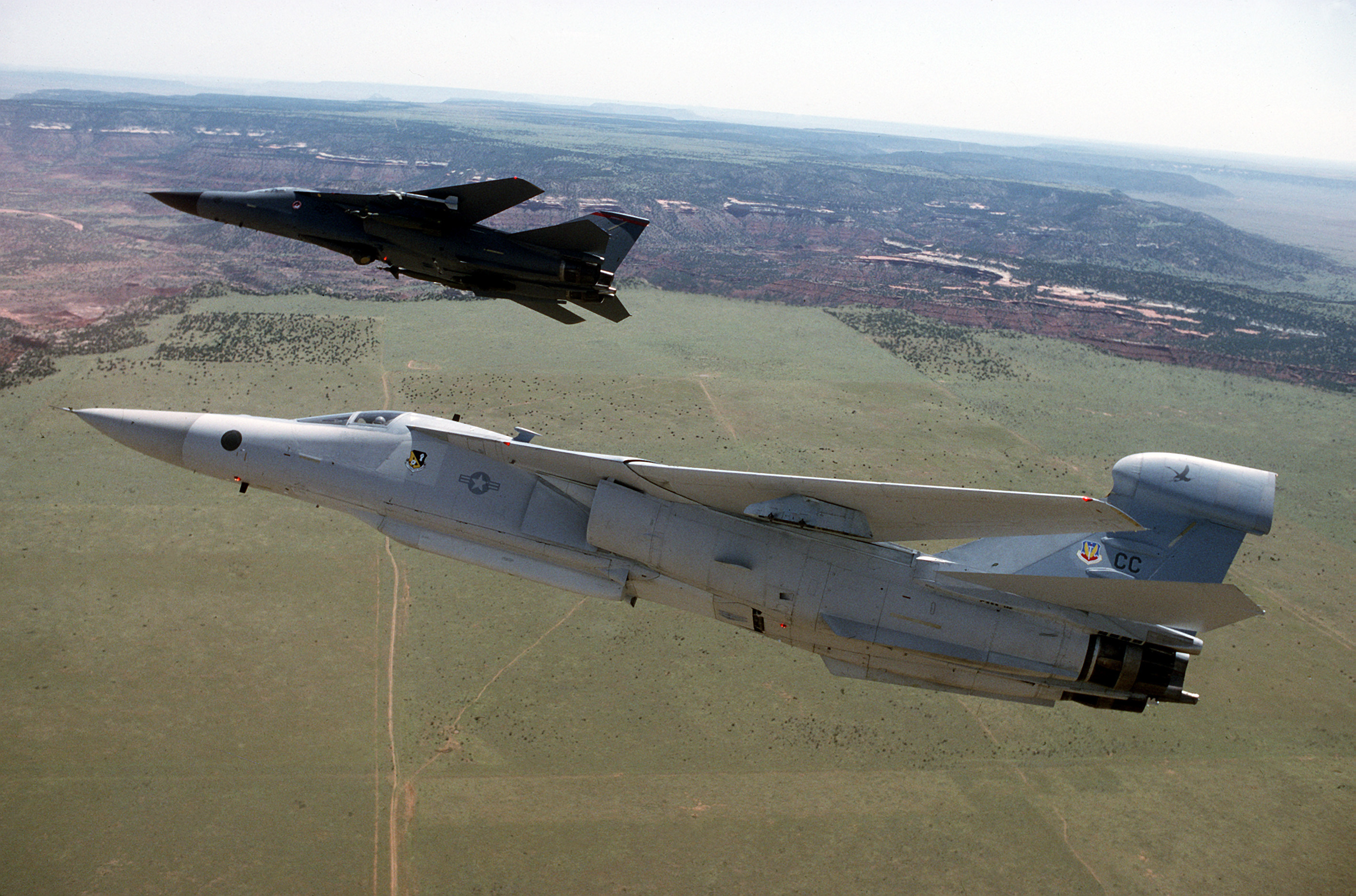
F-111F（奥）とともに飛行するEF-111A（手前）
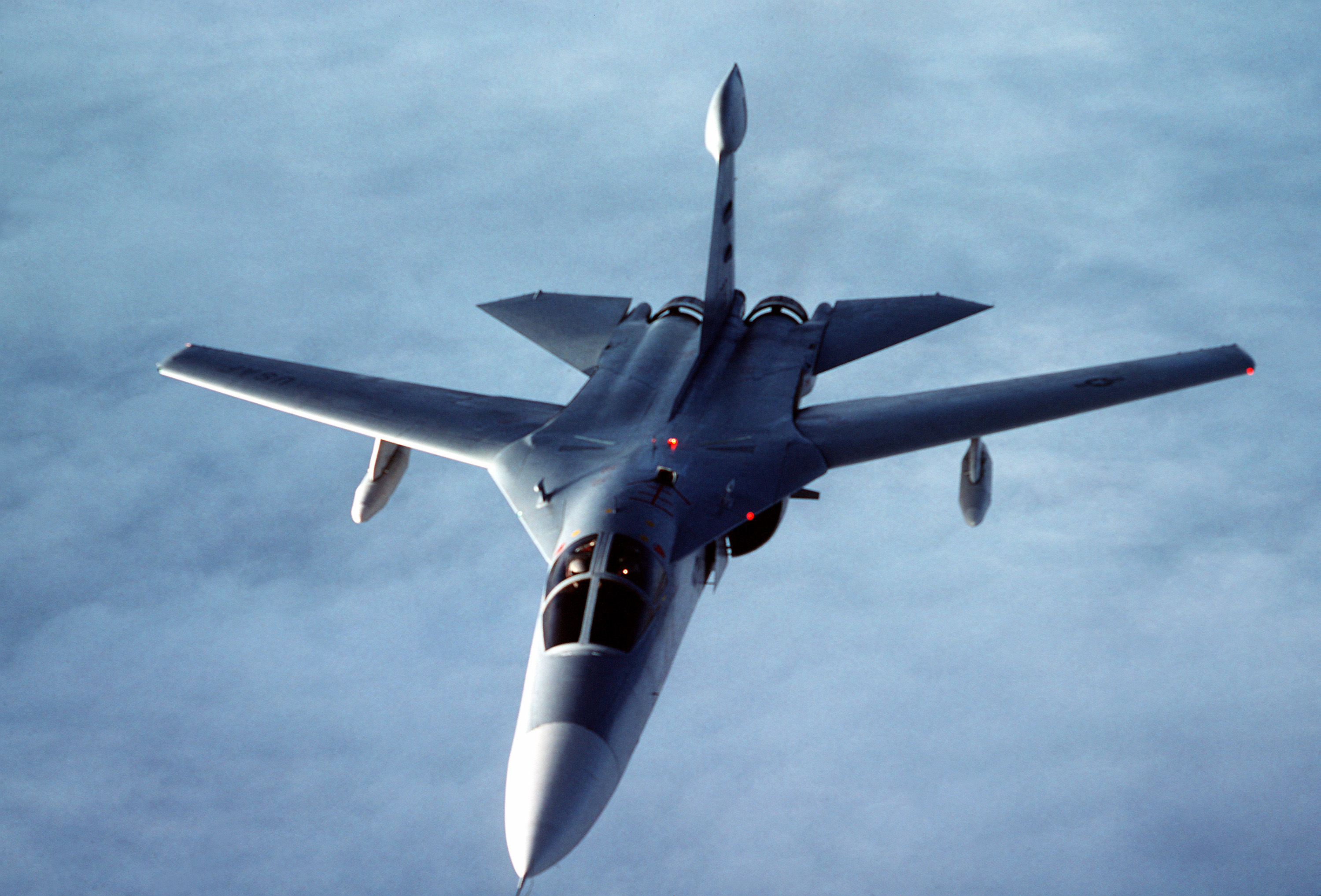
機体前方より
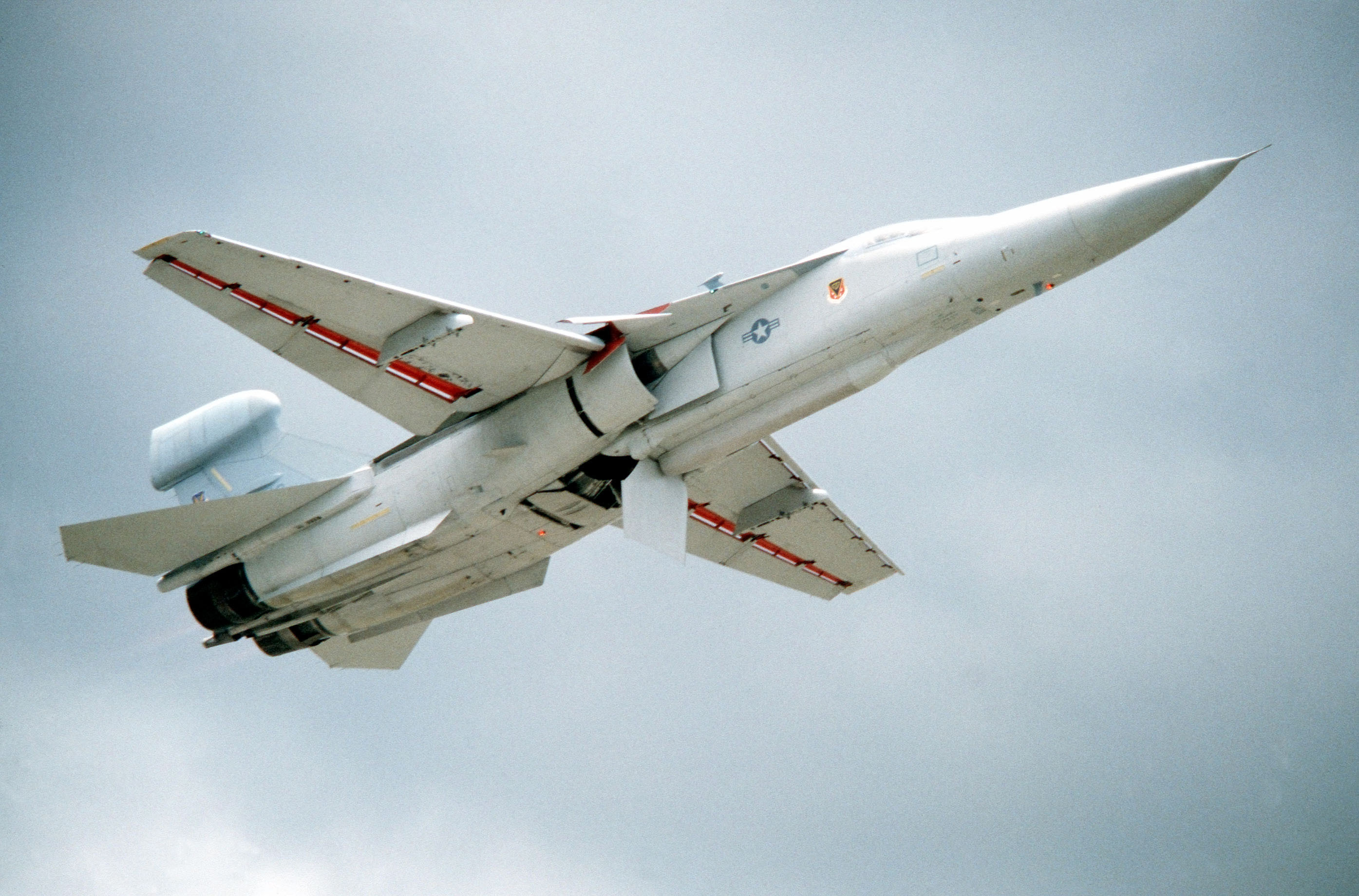
機体下方より
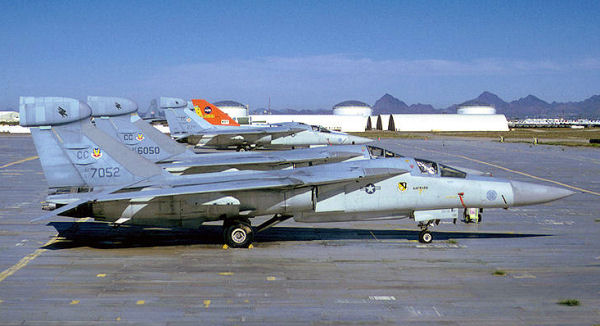
1994年に退役し、デビスモンサン空軍基地にあるAMARGでモスボールされた機体
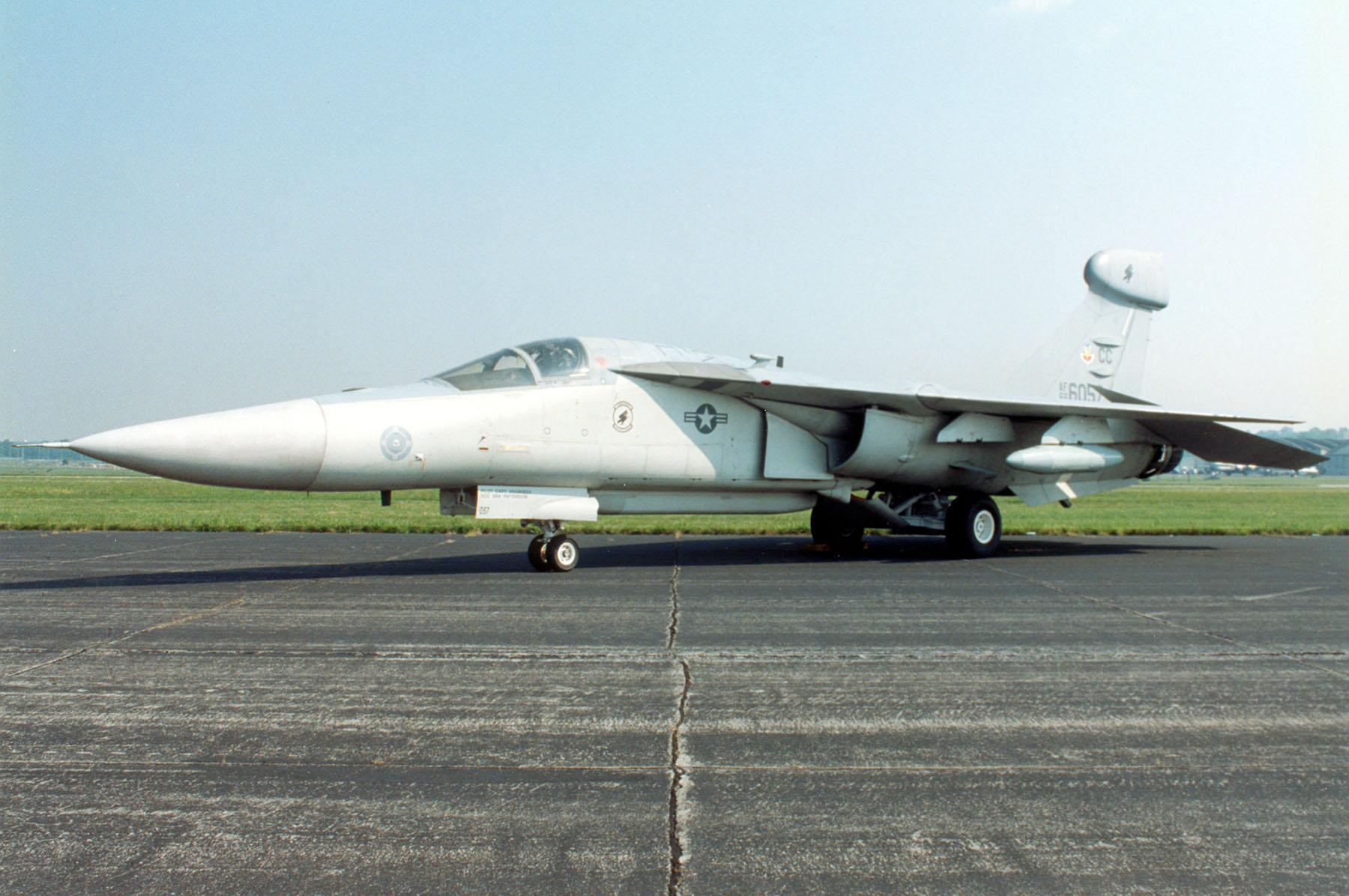
国立アメリカ空軍博物館で展示されているEF-111A

## 要目
- 乗員：2名
- 全長：23.17m
- 全高：6.1m
- 全幅
  - 後退角16度：19.20m
  - 後退角72.5度：9.74m
- 翼面積
  - 後退角16度：48.77m2
  - 後退角72.5度：61.07m2
- 機体重量
  - 自重：25,070kg
  - 全備：40,350kg
- 機体内燃料搭載量：14,740kg
- 発動機：P&W TF-30-P-3（A/B付きターボファンエンジン）×2
- 推力：8,391kg×2（A/B使用時）
- 航続距離：3,220km
- 速度
  - 最大：2,272km/h
  - 巡航：約800km/h
- 離陸距離：1,349m
- 実用上昇限度：13,715m
- 上昇率（海面上）：1,006m/min